# Jimmy Corrigan, the Smartest Kid on Earth
Jimmy Corrigan, the Smartest Kid on Earth (Jimmy Corrigan, el noi més llest del món) és una novel·la gràfica de Chris Ware, publicada l'any 2000. La història va ser serialitzada en el comic book Acme Novelty Library entre l'any 1995 i 2000, i abans, en un diari setmanal alternatiu de Chicago anomenat New City.

## Argument
Jimmy Corrigan és un humil i solitari home de mitjana edat que coneix el seu pare per primera vegada en una celebració del dia d'acció de gràcies a Michigan. Jimmy és un personatge estrany i trist, amb una mare dominant i amb molt poca vida social. Jimmy intenta escapar de la seva infelicitat a través d'una gran imaginació que ho fa involucrar-se en situacions incòmodes. Una història paral·lela se situa a l'Exposició Universal de Chicago (World's Columbian Exposition) de 1893 on es mostra l'avi de Jimmy com un nen petit i solitari i la seva difícil relació amb un pare abusiu, el besavi de Jimmy. Una altra història mostra a Jimmy com un nen solitari producte d'un divorci, el que suggereix que aquest és el Jimmy "real", mentre que les aventures del "noi més llest del món" són, probablement, les seves fantasies.

## Tècniques narratives
La novel·la recorre abundantment al flashback i les històries paral·leles. Moltes pàgines estan desproveïdes de text i algunes contenen complexos diagrames simbòlics. Jimmy Corrigan té un notable leitmotif, que inclou un robot, un ocell, un préssec, un cavall en miniatura i una figura de Chris Ware com superheroi.

## Reconeixements
Jimmy Corrigan ha estat lloada per la crítica literària. El diari The New Yorker va citar la novel·la com "la primera peça mestra dins del medi". Ha rebut nombrosos premis com:
- El Firecracker Alternative Book Award per novel·la gràfica en l'any 2001.5
- L'American Book Award, 2001.
- El Guardian First Book Award, 2001, "per primera vegada, una novel·la gràfica ha guanyat el premi literari de Regne Unit" això d'acord amb The Guardian.[5]
- El Harvey Award en les categories Special Award for Excellence in Presentation i Best Graphic Album of Previously Published Work, 2001.
- El Eisner Award en les categories Best Publication Design i Best Graphic Album: Reprint, 2001.
- El Premi al millor àlbum al Festival de Angoulême, 2003.
- El ACBD de Prix de la critique, 2003.
- El 2005, la revista Time la va escollir dins de les 10 millors novel·les gràfiques mai escrites en anglès.[6]